# 何辛幸
何辛幸（1962年9月—），男，汉族，山东滨州人，中华人民共和国政治人物。广西大学理学院在职研究生班政治经济学专业毕业，研究生学历，工学学士，高级工程师。第十二届全国人民代表大会广西地区代表。

## 生平
1979年考入上海华东理工大学高分子科学与工程专业学习。毕业后，1983年7月参加工作，分配到南宁合成纤维厂，历任技术员、助理工程师、车间副主任、主任等职。1985年5月，加入中国共产党。1989年，调入广西壮族自治区科委，历任科技创业中心办公室主任、科技创业中心副主任。1993年，调入广西自治区外商投资服务中心，历任副主任、主任。1998年，任广西自治区政府对外开放办公室开放地区处处长。2000年底，任广西自治区政府外商投诉中心诉案二处处长。2004年7月，进入广西自治区国资委工作，历任企业领导人员管理处负责人、处长。2005年7月，调任广西自治区安全生产监督管理局副局长。
2008年11月，转任中共柳州市委常委、组织部部长。2009年12月，任柳州市人民政府副市长。
2011年8月，转任中共河池市委副书记，市人民政府副市长、代理市长。同年10月正式当选市长。2013年，担任全国人大代表。2015年12月，升任中共河池市委书记。
2021年1月，任广西壮族自治区政协副主席。